# 240 a. C.
El año 240 a. C. fue un año del calendario romano prejuliano. En el Imperio romano se conocía como el año 514 ab urbe condita.

## Acontecimientos

### Cartago
- Dos de los comandantes mercenarios de Cartago, Espendio y Mato, convencen a los conscriptos libios en el ejército mercenario, que está en ese momento ocupando la ciudad cartaginesa de Túnez, que acepten su liderazgo. Ellos convencen a los libios nativos que Cartago se vengará contra ellos por su papel en el conflicto una vez que los mercenarios extranjeros sean pagados y enviados a casa. Luego convencen a los ejércitos mercenarios combinados para que se alcen contra Cartago y a las diversas ciudades nativas libias que sostengan la revuelta. Espendio y Mato entonces toman al comandante cartaginés Giscón como rehén. Lo que había empezado como una discusión sobre la paga que se debía a los soldados por parte del gobierno cartaginés, explota hasta ser una revolución a gran escala, conocida como la guerra de los mercenarios.
- Las fuerzas libias leales a los mercenarios asedian las ciudades de Utica e Hipacritas, que rechazan pasarse al campo de los mercenarios.
- Hannón el Grande recibe el mando de las fuerzas cartaginesas. Sin embargo, los mercenarios derrotan a los ejércitos cartagineses en la batalla de Utica.
- Cartago decide dar a Amílcar Barca el mando junto con Hannón. Amílcar consigue poner fin al asedio de Utica por los mercenarios. Luego le dan el mando total de las fuerzas cartaginesas y derrota a los mercenarios en el Bagradas (239 a. C.).
- Después de que el líder mercenario númida Narawas deserta en favor de Amílcar Barca; los refuerzos númidas de unos 2000 hombres le ayudan a derrotar de nuevo a los mercenarios. Amílcar perdona a los prisioneros capturados, aceptando en su ejército a cualquiera que vaya a luchar por Cartago y exiliando a los que no lo hagan.

### República romana
- Consulados de Cayo Claudio Centón y Marco Sempronio Tuditano en la Antigua Roma.[1]
- Roma logra el control pleno de Sicilia y estaciona allí una legión.

## Arte y literatura
- Se representa por vez primera la tragedia latina Aquiles, de Livio Andrónico.

## Ciencia y tecnología

### Astronomía
- Por vez primera, los documentos históricos muestran que los astrónomos chinos observaron la aparición del cometa Halley.
- Eratóstenes (c. 284-192 a. C.), director de la biblioteca de Alejandría, calcula la duración correcta del año y el diámetro de la Tierra (con un error de tan sólo ochenta kilómetros).[2][3]

## Nacimientos
- Livio Andrónico, escritor.

## Fallecimientos
- Calímaco, poeta y erudito alejandrino.